# Triple Crown Championship
Pour le championnat de catch du même nom, voir AJPW Triple Crown Heavyweight Championship. Pour les articles homonymes, voir Triple crown.
Dans le monde du catch, le Triple Crown Championship (que l'on peut traduire par championnat triple couronne) est une distinction faite à un catcheur ayant réuni dans sa carrière un titre mondial, un titre de seconde catégorie, et un titre par équipe d'une même promotion. En revanche, un titre de troisième catégorie est nécessaire pour devenir Grand Slam Champion.
Les fédérations qui reconnaissent officiellement les Triple Crown Champion sont la  World Wrestling Entertainment (WWE), la Total Nonstop Action Wrestling (TNA), la Ring of Honor (ROH) ainsi que les défuntes World Championship Wrestling (WCW) et Extreme Championship Wrestling (ECW). De grandes fédérations indépendantes comme l'Ohio Valley Wrestling (OVW) ont également créé leur version du Triple Crown.

## World Wrestling Entertainment (WWE)

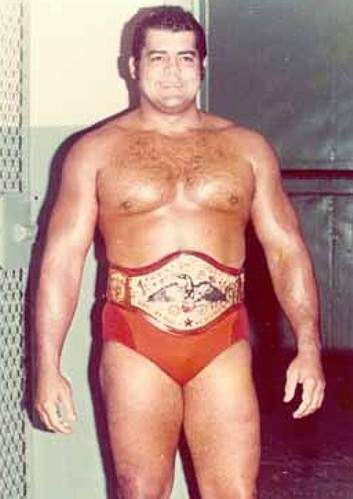
Pedro Morales - le 1er WWE Triple Crown Champion.

Pendant presque dix-huit ans à la WWF (actuel WWE) de 1979 à 1997, un lutteur était considéré comme un Triple Crown Champion s'il avait réuni les trois seuls championnats de la WWF (pas nécessairement en même temps) dans sa carrière. En somme, il fallait remporter le WWF Championship, le WWF Intercontinental Heavyweight Championship et le WWF World Tag Team Championship. Jusqu'aux années 1990, l'accomplissement de cette distinction était extrêmement rare, Pedro Morales étant l'unique (et premier) Triple Crown Champion pendant plus d'une décennie. À présent, depuis la création de la Brand Extension en 2002, le World Heavyweight Championship et le WWE Tag Team Championship sont devenus des titres alternatifs au Triple Crown Championship.
CM Punk détient le record pour avoir achevé le WWE Triple Crown Championship dans le plus court laps de temps entre le premier et le troisième titre. Il lui a fallu 203 jours, entre juin 2008 et janvier 2009. Surpassant ainsi le record précédent de Diesel de 227 jours en 1994. À noter que Diesel n'est resté qu'un an et demi avec la compagnie à l'époque.
Pour devenir WWE Triple Crown Champion, il faut réunir dans sa carrière :
- Un titre mondial : le WWE Championship ou le Universal Championship (ou anciennement World Heavyweight Championship) ;
- Un titre par équipe : le Raw Tag Team Championship ou le SmackDown Tag Team Championship (ou anciennement le World Tag Team Championship) ;
- Un titre secondaire : l’Intercontinental Championship  (l'United States Championship étant exclu car il provient à la base de la WCW)

### Format masculin du WWE Triple Crown Champions
Les noms en gras sont ceux des catcheurs étant également WWE Grand Slam Champion (voir légende ci-dessous).
| Légende                    | Légende |
| -------------------------- | --- |
| Un championnat en italique | Indique les championnats alternatifs qui ont été ajoutés au Triple Crown Championship après l'instauration de la Brand Extension. |
| Une date en italique       | Championnat remporté après être devenu un Triple Crown Champion.                                                                  |
| Un nom en gras             | Indique une superstar étant également un Grand Slam Champion.                                                                     |
| Une date en gras           | Date où une superstar est devenu un Triple Crown Champion.                                                                        |
| N/A                        | Indique un futur règne impossible ou peu probable à ce jour.                                                                      |
|                            | A remporté tous les titres éligibles pour devenir un Triple Crown Champion.                                                       |
|                            | A remporté le titre en tant que catcheur de la division Raw.                                                                      |
|                            | A remporté le titre en tant que catcheur de la division SmackDown.                                                                |
|                            | A remporté le titre en tant que catcheur de la division ECW.                                                                      |
|                            | A remporté le titre avant l'instauration de la Brand Extension en 2002 ou après sa suppression en août 2011.                      |

| #   | Champion                 | Championnats Mondiaux | Championnats Mondiaux  | Championnats Mondiaux                                | Championnats Mondiaux                                | Championnats par Équipe                           | Championnats par Équipe                           | Championnats par Équipe                | Championnat Secondaire        |
| #   | Champion                 | WWE Championship      | Universal Championship | World Heavyweight Championship (2002-2013) & (2023-) | World Heavyweight Championship (2002-2013) & (2023-) | World Tag Team Championship (1971-2010) & (2024-) | World Tag Team Championship (1971-2010) & (2024-) | WWE Tag Team Championship              | Intercontinental Championship |
| --- | ------------------------ | --------------------- | ---------------------- | ---------------------------------------------------- | ---------------------------------------------------- | ------------------------------------------------- | ------------------------------------------------- | -------------------------------------- | ----------------------------- |
| 1er | Pedro Morales            | 8 février 1971        | N/A (décédé)           | N/A (décédé)                                         | N/A (décédé)                                         | 9 août 1980 (avec Bob Backlund)                   | N/A (décédé)                                      | N/A (décédé)                           | 8 décembre 1980               |
| 2e  | Bret Hart                | 12 octobre 1992       | N/A (retraité)         | N/A (retraité)                                       | N/A (retraité)                                       | 26 janvier 1987 (avec Jim Neidhart)               | N/A (retraité)                                    | N/A (retraité)                         | 26 août 1991                  |
| 3e  | Diesel                   | 26 novembre 1994      | N/A (retraité)         | N/A (retraité)                                       | N/A (retraité)                                       | 28 août 1994 (avec Shawn Michaels)                | N/A (retraité)                                    | N/A (retraité)                         | 13 avril 1994                 |
| 4e  | Shawn Michaels           | 31 mars 1996          | N/A (retraité)         | 17 novembre 2002                                     | N/A (retraité)                                       | 28 août 1994 (avec Diesel)                        | 13 décembre 2009 (avec Triple H)                  | N/A (retraité)                         | 27 octobre 1992               |
| 5e  | Steve Austin             | 29 mars 1998          | N/A (retraité)         | N/A (retraité)                                       | N/A (retraité)                                       | 26 mai 1997 (avec Shawn Michaels)                 | N/A (retraité)                                    | N/A (retraité)                         | 3 août 1997                   |
| 6e  | The Rock                 | 15 novembre 1998      | N/A (Titre retiré)     | N/A (Titre retiré)                                   |                                                      | 30 août 1999 (avec Mankind)                       |                                                   |                                        | 13 février 1997               |
| 7e  | Triple H                 | 23 août 1999          | N/A (retraité)         | 2 septembre 2002                                     | N/A (retraité)                                       | 29 avril 2001 (avec Steve Austin)                 | 13 décembre 2009 (avec Shawn Michaels)            | N/A (retraité)                         | 21 octobre 1996               |
| 8e  | Kane                     | 28 juin 1998          | N/A (retraité)         | 18 juillet 2010                                      | N/A (retraité)                                       | 13 juillet 1998 (avec Mankind)                    | 22 avril 2011 (avec Big Show)                     | N/A (retraité)                         | 20 mai 2001                   |
| 9e  | Chris Jericho            | 9 décembre 2001       | N/A (Titre retiré)     | 7 septembre 2008                                     |                                                      | 21 mai 2001 (avec Chris Benoit)                   | 28 juin 2009 (avec Edge)                          |                                        | 12 décembre 1999              |
| 10e | Kurt Angle               | 22 octobre 2000       | N/A (retraité)         | 10 janvier 2006                                      | N/A (retraité)                                       | N/A (Titre retiré)                                | 20 octobre 2002 (avec Chris Benoit)               | N/A (retraité)                         | 27 février 2000               |
| 11e | Eddie Guerrero           | 15 février 2004       | N/A (décédé)           | N/A (décédé)                                         | N/A (décédé)                                         | N/A (décédé)                                      | 17 novembre 2002 (avec Chavo Guerrero)            | N/A (décédé)                           | 5 septembre 2000              |
| 12e | Chris Benoit             | N/A (décédé)          | N/A (décédé)           | 14 mars 2004                                         | N/A (décédé)                                         | 21 mai 2001 (avec Chris Jericho)                  | 20 octobre 2002 (avec Kurt Angle)                 | N/A (décédé)                           | 2 avril 2000                  |
| 13e | Ric Flair                | 19 janvier 1992       | N/A (retraité)         | N/A (retraité)                                       | N/A (retraité)                                       | 14 décembre 2003 (avec Batista)                   | N/A (retraité)                                    | N/A (retraité)                         | 18 septembre 2005             |
| 14e | Edge                     | 8 janvier 2006        | N/A (Titre retiré)     | 11 mai 2007                                          |                                                      | 2 avril 2000 (avec Christian)                     | 5 novembre 2002 (avec Rey Mysterio)               |                                        | 24 juillet 1999               |
| 15e | Rob Van Dam              | 11 juin 2006          | N/A (Titre retiré)     | N/A (Titre retiré)                                   |                                                      | 31 mars 2003 (avec Kane)                          | 7 décembre 2004 (avec Rey Mysterio)               |                                        | 17 mars 2002                  |
| 16e | Booker T                 | N/A (retraité)        | N/A (retraité)         | 23 juillet 2006                                      | N/A (retraité)                                       | 1er novembre 2001 (avec Test)                     | N/A (retraité)                                    | N/A (retraité)                         | 7 juillet 2003                |
| 17e | Randy Orton              | 7 octobre 2007        | N/A (Titre retiré)     | 15 août 2004                                         |                                                      | 13 novembre 2006 (avec Edge)                      | 21 août 2021 (avec Riddle)                        | 4 décembre 2016 (avec la Wyatt Family) | 14 décembre 2003              |
| 18e | Jeff Hardy               | 14 décembre 2008      | N/A (Titre retiré)     | 7 juin 2009                                          |                                                      | 29 juin 1999 (avec Matt Hardy)                    | 2 avril 2017 (avec Matt Hardy)                    | 9 avril 2019 (avec Matt Hardy)         | 12 avril 2001                 |
| 19e | CM Punk                  | 17 juillet 2011       | N/A (Titre retiré)     | 30 juin 2008                                         |                                                      | 27 octobre 2008 (avec Kofi Kingston)              |                                                   |                                        | 19 janvier 2009               |
| 20e | John "Bradshaw" Layfield | 27 juin 2004          | N/A (retraité)         | N/A (retraité)                                       | N/A (retraité)                                       | 25 mai 1999 (avec Faarooq)                        | N/A (retraité)                                    | N/A (retraité)                         | 9 mars 2009                   |
| 21e | Rey Mysterio             | 25 juillet 2011       | N/A (Titre retiré)     | 2 avril 2006                                         |                                                      | N/A (Titre retiré)                                | 7 novembre 2002 (avec Edge)                       | 16 mai 2021 (avec Dominik Mysterio)    | 5 avril 2009                  |
| 22e | Dolph Ziggler            |                       | N/A (Titre retiré)     | 18 février 2011                                      |                                                      | 3 avril 2006 (avec la Spirit Squad)               | 3 septembre 2018 (avec Drew McIntyre)             | 8 janvier 2021 (avec Robert Roode)     | 28 juillet 2010               |
| 23e | Christian                |                       | N/A (Titre retiré)     | 1er mai 2011                                         |                                                      | 2 avril 2000 (avec Edge)                          |                                                   |                                        | 23 septembre 2001             |
| 24e | Big Show                 | 14 novembre 1999      | N/A (Titre retiré)     | 18 décembre 2011                                     |                                                      | 22 août 1999 (avec The Undertaker)                | 26 juillet 2009 (avec Chris Jericho)              |                                        | 1er avril 2012                |
| 25e | The Miz                  | 22 novembre 2010      | N/A (Titre retiré)     | N/A (Titre retiré)                                   |                                                      | 13 décembre 2008 (avec John Morrison)             | 16 novembre 2007 (avec John Morrison)             | 27 janvier 2019 (avec Shane McMahon)   | 23 juillet 2012               |
| 26e | Daniel Bryan             | 18 août 2013          | N/A (Titre retiré)     | 18 décembre 2011                                     |                                                      | N/A (Titre retiré)                                | 16 septembre 2012 (avec Kane)                     | 7 mai 2019 (avec Erick Rowan)          | 29 mars 2015                  |
| 27e | Dean Ambrose             | 19 juin 2016          | N/A (Titre retiré)     | N/A (Titre retiré)                                   |                                                      | N/A (Titre retiré)                                | 20 août 2017 (avec Seth Rollins)                  |                                        | 13 décembre 2015              |
| 28e | Roman Reigns             | 22 novembre 2015      | 19 août 2018           | N/A (Titre retiré)                                   |                                                      | N/A (Titre retiré)                                | 19 mai 2013 (avec Seth Rollins)                   |                                        | 20 novembre 2017              |
| 29e | Seth Rollins             | 29 mars 2015          | 7 avril 2019           | N/A (Titre retiré)                                   | 27 mai 2023                                          | N/A (Titre retiré)                                | 19 mai 2013 (avec Roman Reigns)                   |                                        | 8 avril 2018                  |
| 30e | Kofi Kingston            | 7 avril 2019          | N/A (Titre retiré)     | N/A (Titre retiré)                                   |                                                      | 27 octobre 2008 (avec CM Punk)                    | 22 août 2011 (avec Evan Bourne)                   | 23 juillet 2017 (avec le New Day)      | 29 juin 2008                  |
| 31e | Braun Strowman           |                       | 4 avril 2020           | N/A (Titre retiré)                                   |                                                      | N/A (Titre retiré)                                | 8 avril 2018 (avec Nicholas)                      |                                        | 31 janvier 2020               |
| 32e | Drew McIntyre            | 5 avril 2020          | N/A (Titre retiré)     | N/A (Titre retiré)                                   | 7 avril 2024                                         | N/A (Titre retiré)                                | 19 septembre 2010 (avec Cody Rhodes)              |                                        | 13 décembre 2009              |
| 33e | AJ Styles                | 11 septembre 2016     | N/A (Titre retiré)     | N/A (Titre retiré)                                   |                                                      | N/A (Titre retiré)                                | 10 avril 2021 (avec Omos)                         |                                        | 12 juin 2020                  |
| 34e | Big E                    | 13 septembre 2021     | N/A (Titre retiré)     | N/A (Titre retiré)                                   |                                                      | N/A (Titre retiré)                                | 26 avril 2015 (avec le New Day)                   | 23 juillet 2017 (avec le New Day)      | 18 novembre 2013              |
| 35e | Kevin Owens              |                       | 29 août 2016           | N/A (Titre retiré)                                   |                                                      | N/A (Titre retiré)                                | 1er avril 2023 (avec Sami Zayn)                   | 1er avril 2023 (avec Sami Zayn)        | 20 septembre 2015             |
| 36e | Finn Bálor               |                       | 21 août 2016           | N/A (Titre retiré)                                   |                                                      | N/A (Titre retiré)                                | 2 septembre 2023 (avec Damian Priest)             | 2 septembre 2023 (avec Damian Priest)  | 17 février 2019               |
| 37e | Cody Rhodes              | 7 avril 2024          | N/A (Titre retiré)     | N/A (Titre retiré)                                   |                                                      | 10 décembre 2007 (avec Hardcore Holly)            | 19 septembre 2010 (avec Drew McIntyre)            | 7 octobre 2023 (avec Jey Uso)          | 9 août 2011                   |
| 38e | Jey Uso                  |                       | N/A (Titre retiré)     | N/A (Titre retiré)                                   | 19 avril 2025                                        | N/A (Titre retiré)                                | 3 mars 2014 (avec Jimmy Uso)                      | 21 mars 2017 (avec Jimmy Uso)          | 23 septembre 2024             |

| Nom               | Championnat Mondial | Championnat Secondaire | Championnat par Équipe |
| ----------------- | ------------------- | ---------------------- | ---------------------- |
| John Cena         | Oui                 | Non                    | Oui                    |
| Sheamus           | Oui                 | Non                    | Oui                    |
| Shinsuke Nakamura | Non                 | Oui                    | Oui                    |
| Sami Zayn         | Non                 | Oui                    | Oui                    |
| Damian Priest     | Oui                 | Non                    | Oui                    |
| Gunther           | Oui                 | Oui                    | Non                    |
| Dominik Mysterio  | Non                 | Oui                    | Oui                    |

### Format par équipe du WWE Triple Crown Champions
| Légende | Légende                                                             |
| ------- | ------------------------------------------------------------------- |
|         | A remporté le titre en tant que catcheurs de la division Raw.       |
|         | A remporté le titre en tant que catcheurs de la division SmackDown. |
|         | A remporté le titre en tant que catcheurs de la division NXT.       |

| #   | Équipe Championne                                  | Championnats par Équipe    | Championnats par Équipe      | Championnats par Équipe |
| #   | Équipe Championne                                  | WWE/Raw/World              | SmackDown/WWE                | NXT                     |
| --- | -------------------------------------------------- | -------------------------- | ---------------------------- | ----------------------- |
| 1er | The Revival (Scott Dawson et Dash Wilder)          | 11 février 2019            | 15 septembre 2019            | 22 octobre 2015         |
| 2e  | The Street Profits (Angelo Dawkins et Montez Ford) | 2 mars 2020                | 12 octobre 2020              | 1er juin 2019           |
| 3e  | The New Day (Kofi Kingston et Xavier Woods)        | 26 avril 2015 (avec Big E) | 23 juillet 2017 (avec Big E) | 10 décembre 2022        |

| Équipes                  | WWE/Raw/World | SmackDown/WWE | NXT |
| ------------------------ | ------------- | ------------- | --- |
| The War Raiders          | Oui           | Non           | Oui |
| The Usos                 | Oui           | Oui           | Non |
| Kevin Owens et Sami Zayn | Oui           | Oui           | Non |
| #DIY                     | Non           | Oui           | Oui |

### Format féminin du WWE Triple Crown Champions
Le 22 mai 2019, un format des femmes de la Triple Couronne a été créé, composé des Raw , SmackDown , et Tag Team. Avec cette annonce, Bayley, qui avait remporté le Championnat féminin de SmackDown pour la première fois trois jours auparavant, a été reconnue comme la première championne de la WWE Women's Triple Crown, en tant que seule femme à avoir remporté les trois titres.
La WWE a également qualifié Bayley de championne du Grand Chelem après sa victoire. les titres nécessaires pour se qualifier en tant que championne du Grand Chelem féminin n'étaient pas partagés, bien que le seul autre titre remporté par Bayley dans sa carrière soit le NXT.
Les noms en gras sont ceux des catcheurs étant également WWE Grand Slam Champion (voir légende ci-dessous).
| Légende                    | Légende |
| -------------------------- | --- |
| Un championnat en italique | Indique les championnats alternatifs qui ont été ajoutés au Triple Crown Championship après l'instauration de la Brand Extension. |
| Une date en italique       | Championnat remporté après être devenu un Triple Crown Champion.                                                                  |
| Un nom en gras             | Indique une superstar étant également un Grand Slam Champion.                                                                     |
| Une date en gras           | Date où une superstar est devenu un Triple Crown Champion.                                                                        |
| N/A                        | Indique un futur règne impossible ou peu probable à ce jour.                                                                      |
|                            | A remporté tous les titres éligibles pour devenir un Triple Crown Champion.                                                       |
|                            | A remporté le titre en tant que catcheuse de la division Raw.                                                                     |
|                            | A remporté le titre en tant que catcheuse de la division SmackDown.                                                               |

| #   | Championne      | Championnats Mondiaux (les deux nécessaires) | Championnats Mondiaux (les deux nécessaires) | Championnat par Équipe              |
| #   | Championne      | Raw/WWE Women's                              | SmackDown/Women's World                      | Women's Tag Team                    |
| --- | --------------- | -------------------------------------------- | -------------------------------------------- | ----------------------------------- |
| 1re | Bayley          | 13 février 2017                              | 19 mai 2019                                  | 17 février 2019 (avec Sasha Banks)  |
| 2e  | Alexa Bliss     | 30 avril 2017                                | 4 décembre 2016                              | 5 août 2019 (avec Nikki Cross)      |
| 3e  | Asuka           | 11 mai 2020                                  | 16 décembre 2018                             | 6 octobre 2019 (avec Kairi Sane)    |
| 4e  | Sasha Banks     | 25 juillet 2016                              | 25 octobre 2020                              | 17 février 2019 (avec Bayley)       |
| 5e  | Charlotte Flair | 3 avril 2016                                 | 14 novembre 2017                             | 20 décembre 2020 (avec Asuka)       |
| 6e  | Becky Lynch     | 7 avril 2019                                 | 11 septembre 2016                            | 27 février 2023 (avec Lita)         |
| 7e  | Rhea Ripley     | 11 avril 2021                                | 1er avril 2023                               | 20 septembre 2021 (avec Nikki ASH)  |
| 8e  | Ronda Rousey    | 19 août 2018                                 | 8 mai 2022                                   | 29 mai 2023 (avec Shayna Baszler)   |
| 9e  | Bianca Belair   | 2 avril 2022                                 | 10 avril 2021                                | 4 mai 2024 (avec Jade Cargill)      |
| 10e | Iyo Sky         | 5 août 2023                                  | 3 mars 2025                                  | 12 septembre 2022 (avec Dakota Kai) |

| Championne      | Titre de première catégorie (les deux nécessaires) | Titre de première catégorie (les deux nécessaires) | Titre par Équipe |
| Championne      | Raw/WWE Women's                                    | SmackDown/WWE Women's World                        | Women's Tag Team |
| --------------- | -------------------------------------------------- | -------------------------------------------------- | ---------------- |
| Nia Jax         | Oui                                                | Non                                                | Oui              |
| Natalya         | Non                                                | Oui                                                | Oui              |
| Nikki Cross/ASH | Oui                                                | Non                                                | Oui              |
| Naomi           | Non                                                | Oui                                                | Oui              |
| Liv Morgan      | Non                                                | Oui                                                | Oui              |

### NXTTriple Crown Champions
Le NXT Triple Crown de la WWE comprend le NXT Championship , le NXT North American Championship et le NXT Tag Team Championship. La marque NXT a été établie en tant que marque de développement pour la liste principale de la WWE et ne comprenait à l'origine que le NXT Championship et le NXT Tag Team Championship pour ses concurrents masculins.
La WWE a introduit un troisième titre, le NXT North American Championship, en tant que titre secondaire pour la marque NXT en 2018. Cependant, la société n'a officiellement établi une désignation Triple Crown distincte pour la marque que le 5 avril 2019, lorsque Johnny Gargano est devenu le premier à remporter le titre de triple couronne NXT, remportant son premier championnat NXT et ayant déjà participé aux championnats NXT North American et NXT Tag Team.
Adam Cole est le 2nd à avoir réalisé la NXT Triple Crown, mais devient le plus rapide la plus rapide en moins de 549 jours, entre novembre 2017 et juin 2019.
Pour devenir NXT Triple Crown Champion, il faut réunir dans sa carrière : 
- Un titre mondial : le NXT Championship
- Un titre par équipe : le NXT Tag Team Championship
- Un titre secondaire : le NXT North American Championship

| #   | Champion       | Championnat Mondial | Championnat par Équipe                     | Championnat Secondaire      |
| #   | Champion       | NXT Championship    | Tag Team Championship                      | North American Championship |
| --- | -------------- | ------------------- | ------------------------------------------ | --------------------------- |
| 1er | Johnny Gargano | 5 avril 2019        | 19 novembre 2016 (avec Tommaso Ciampa)     | 26 janvier 2019             |
| 2e  | Adam Cole      | 1er juin 2019       | 29 novembre 2017 (avec The Undisputed Era) | 7 avril 2018                |

| Nom             | NXT Championship | Tag Team Championship | North American Championship |
| --------------- | ---------------- | --------------------- | --------------------------- |
| Tommaso Ciampa  | Oui              | Oui                   | Non                         |
| Roderick Strong | Non              | Oui                   | Oui                         |
| Carmelo Hayes   | Oui              | Non                   | Oui                         |
| Trick Williams  | Oui              | Non                   | Oui                         |
| Bron Breakker   | Oui              | Oui                   | Non                         |
| Wes Lee         | Non              | Oui                   | Oui                         |
| Keith Lee       | Oui              | Non                   | Oui                         |

## All Elite Wrestling (AEW)
Le Triple Crown Championship a été créé le 4 septembre 2022, défini par le PDG de la société, Tony Khan comme étant composé de l'AEW World Championship, l'AEW World Tag Team Championship et l'AEW World Trios Championship. Kenny Omega est devenu le premier champion Triple Crown en remportant le AEW World Trios Championship à All Out.
Les catcheurs suivants embauchés par All Elite Wrestling ont remporté plus d'un championnat, ils peuvent donc remporter quelques titres supplémentaires et aspirer à devenir Triple Crown Champion.
| Légende          | Légende                                                                     |
| ---------------- | --------------------------------------------------------------------------- |
| Un nom en gras   | Indique un catcheur étant également un Grand Slam Champion.                 |
| Une date en gras | Date où un catcheur est devenu un Triple Crown Champion.                    |
|                  | A remporté tous les titres éligibles pour devenir un Triple Crown Champion. |

| #   | Champion    | Championnat Mondial    | Championnat par Équipe                     | Championnat Trios                       |
| #   | Champion    | AEW World Championship | AEW World Tag Team Championship            | AEW World Trios Championship            |
| --- | ----------- | ---------------------- | ------------------------------------------ | --------------------------------------- |
| 1er | Kenny Omega | 2 décembre 2020        | 21 janvier 2020 (avec "Hangman" Adam Page) | 4 septembre 2022 (avec The Young Bucks) |

| Nom                   | Championnat Mondial | Championnat par Équipe | Championnat Trios |
| --------------------- | ------------------- | ---------------------- | ----------------- |
| Swerve Strickland     | Oui                 | Oui                    | Non               |
| "Hangman" Adam Page   | Oui                 | Oui                    | Non               |
| Luchasaurus/Killswich | Non                 | Oui                    | Oui               |

## World Championship Wrestling  (WCW)

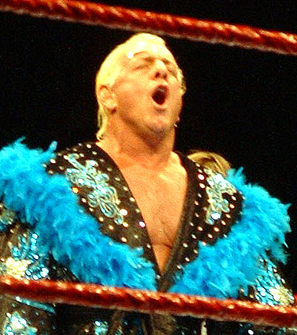
Ric Flair - le 1er WCW Triple Crown Champion (également un WWE Triple Crown Champion).

À la suite du rachat de la World Championship Wrestling (WCW) par la WWF (actuel WWE) en 2001, la liste des WCW Triple Crown Champion s'est arrêtée car tous les titres éligibles à cette distinction ont maintenant disparus. Le WCW World Heavyweight Championship a été unifié avec le WWE Championship en décembre 2001, le WCW United States Heavyweight Championship est aujourd'hui un titre de la WWE et le WCW World Tag Team Championship a été unifié avec le WWE Tag Team Championship en novembre 2001. Il est donc impossible de devenir WCW Triple Crown Champion à ce jour.
Chris Benoit détient le record pour avoir achever le WCW Triple Crown Championship dans le plus court laps de temps entre le premier et le troisième titre. Il lui a fallu 309 jours, entre mars 1999 et janvier 2000. Le 7 décembre 1999, lorsque Bret Hart et Goldberg ont remporté le WCW World Tag Team Championship, ils sont tous les deux devenus Triple Crown Champion en même temps.
Pour devenir WCW Triple Crown Champion, il faut réunir dans sa carrière :
- Un titre mondial : le WCW World Heavyweight Championship ;
- Un titre par équipe : le WCW World Tag Team Championship ;
- Un titre secondaire : WCW United States Heavyweight Championship

### Liste des WCW Triple Crown Champions
| #   | Champion            | Championnat Mondial                | Championnat par Équipe                       | Championnat Secondaire                     |
| #   | Champion            | WCW World Heavyweight Championship | WCW World Tag Team Championship              | WCW United States Heavyweight Championship |
| --- | ------------------- | ---------------------------------- | -------------------------------------------- | ------------------------------------------ |
| 1er | Ric Flair           | 11 janvier 1991                    | 26 décembre 1976 (avec Greg Valentine)       | 29 juillet 1977                            |
| 2e  | Lex Luger           | 14 juillet 1991                    | 27 mars 1988 (avec Barry Windham)            | 11 juillet 1987                            |
| 3e  | Sting               | 29 février 1992                    | 22 janvier 1996 (avec Lex Luger)             | 25 août 1991                               |
| 4e  | Diamond Dallas Page | 11 avril 1999                      | 31 mai 1999 (avec Bam Bam Bigelow et Kanyon) | 28 décembre 1997                           |
| 5e  | Goldberg            | 6 juillet 1998                     | 7 décembre 1999 (avec Bret Hart)             | 20 avril 1998                              |
| 6e  | Bret Hart           | 21 novembre 1999                   | 7 décembre 1999 (avec Goldberg)              | 20 juillet 1998                            |
| 7e  | Chris Benoit        | 16 janvier 2000                    | 14 mai 1999 (avec Dean Malenko)              | 9 août 1999                                |
| 8e  | Scott Steiner       | 26 novembre 2000                   | 1er novembre 1989 (avec Rick Steiner)        | 11 avril 1999                              |
| 9e  | Booker T            | 29 juillet 2000                    | 3 mai 1995 (avec Stevie Ray)                 | 18 mars 2001                               |

## Extreme Championship Wrestling (ECW)
À la suite du rachat de l'Extreme Championship Wrestling par la WWE en 2001, la liste des ECW Triple Crown Champion s'est arrêtée car tous les titres éligibles à cette distinction ont maintenant disparus. À la suite deà cela le ECW World Heavyweight Championship a été retiré puis a été réintroduit par la WWE en 2006 sous le nom de ECW Championship pour finalement être à nouveau retiré en 2010. Les ECW World Tag Team Championship et ECW World Television Championship ont été définitivement retirés en 2001. Il est donc impossible de devenir ECW Triple Crown Champion à ce jour.
Pour devenir ECW Triple Crown Champion, il faut réunir dans sa carrière:
- Un titre mondial : le ECW World Heavyweight Championship ;
- Un titre par équipe : le ECW World Tag Team Championship ;
- Un titre secondaire : le ECW World Television Championship

### Liste des ECW Triple Crown Champions
| #   | Champion        | Championnat Mondial                | Championnat par Équipe                              | Championnat Secondaire            |
| #   | Champion        | ECW World Heavyweight Championship | ECW World Tag Team Championship                     | ECW World Television Championship |
| --- | --------------- | ---------------------------------- | --------------------------------------------------- | --------------------------------- |
| 1er | Johnny Hotbody  | 26 avril 1992                      | 3 avril 1993 (avec Chris Candido et Chris Michaels) | 12 août 1992                      |
| 2e  | Sabu            | 2 octobre 1993                     | 4 février 1995 (avec The Tazmaniac)                 | 13 novembre 1993                  |
| 3e  | Mikey Whipwreck | 28 octobre 1995                    | 27 août 1994 (avec Cactus Jack)                     | 13 mai 1994                       |
| 4e  | Taz             | 10 janvier 1999                    | 4 décembre 1993 (avec Kevin Sullivan)               | 6 mars 1994                       |

## Impact Wrestling / Total Nonstop Action Wrestling (TNA)

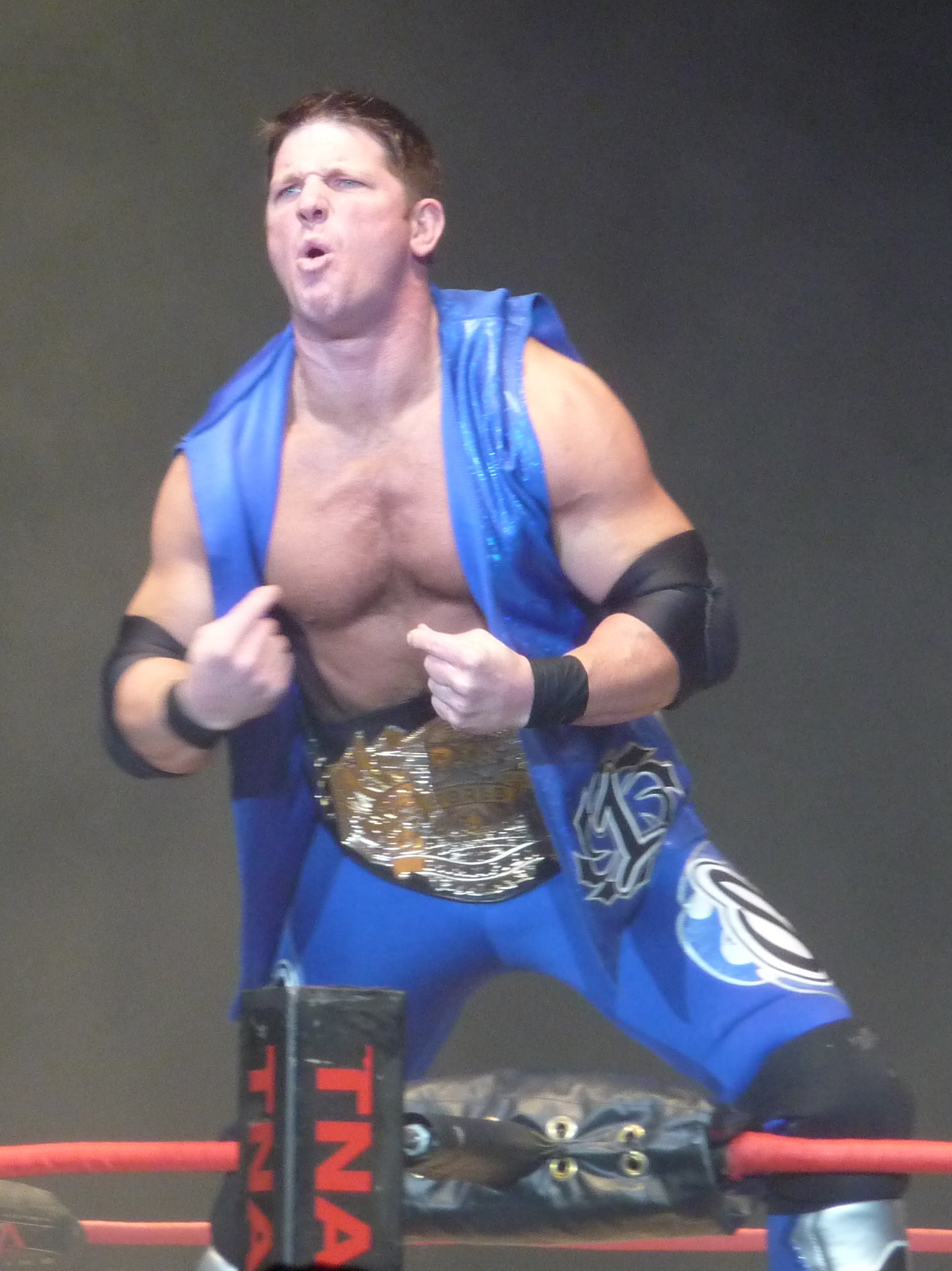
A.J. Styles - le 1er TNA Triple Crown Champion.

À la Total Nonstop Action Wrestling (TNA), le Triple Crown Championship est une récompense accordée à ceux qui ont remporté les trois titres originaux de la TNA dans sa carrière (pas nécessairement en même temps) entre 2002 et 2007 - le NWA World Heavyweight Championship, le X Division Championship et le NWA World Tag Team Championship. En mai 2007, la TNA a perdu les droits sur les championnats de la NWA (World Heavyweight Championship et World Tag Team Championship) et a donc instauré de nouveaux championnats : le TNA World Heavyweight Championship et TNA World Tag Team Championship. Ces cinq titres sont éligibles au Triple Crown Championship, mais il est impossible pour un catcheur de remporter les titres NWA s'ils n'ont pas été gagnés par le passé.
Kurt Angle détient le record pour avoir achever le TNA Triple Crown Championship dans le plus court laps de temps entre le premier et le troisième titre. Il lui a fallu 91 jours, entre mai 2007 et août 2007.
Pour devenir TNA Triple Crown Champion, il faut réunir dans sa carrière :
- Un titre mondial : le NWA World Heavyweight Championship remplacé par le TNA World Heavyweight Championship[6] ;
- Un titre par équipe : le NWA World Tag Team Championship[7] remplacé par le TNA World Tag Team Championship[6] ;
- Un titre secondaire : le TNA X Division Championship

### Liste des TNA Triple Crown Champions
Les noms en gras sont ceux des catcheurs étant également IMPACT/TNA Grand Slam Champion (voir légende ci-dessous).

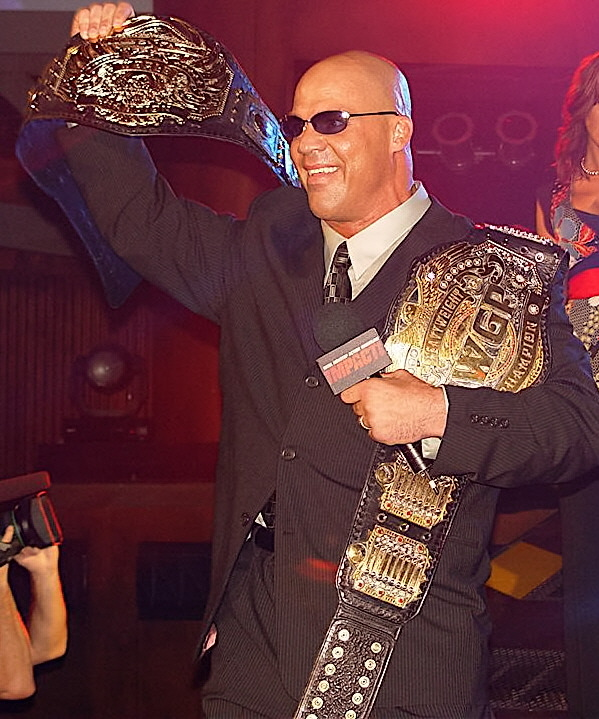
Kurt Angle - un des deux catcheurs à être à la fois TNA et WWE Triple Crown Champion (avec AJ Styles).

| Légende                    | Légende |
| -------------------------- | --- |
| Un championnat en italique | Indique les championnats alternatifs qui ont été ajoutés au Triple Crown Championship après avoir changé les titres de la NWA en titres de la TNA. |
| Une date en italique       | Championnat remporté après être devenu un Triple Crown Champion.                                                                                   |
| Un nom en gras             | Indique un catcheur étant également un Grand Slam Champion.                                                                                        |
| Une date en gras           | Date où un catcheur est devenu un Triple Crown Champion.                                                                                           |
| N/A                        | Indique un futur règne impossible car le titre n'est plus sous le contrôle de la TNA.                                                              |
|                            | A remporté tous les titres éligibles pour devenir un Triple Crown Champion.                                                                        |

| #   | Champion       | Championnats Mondiaux              | Championnats Mondiaux              | Championnats par Équipe            | Championnats par Équipe               | Championnat Secondaire      |
| #   | Champion       | NWA World Heavyweight Championship | TNA World Heavyweight Championship | NWA World Tag Team Championship    | TNA World Tag Team Championship       | TNA X Division Championship |
| --- | -------------- | ---------------------------------- | ---------------------------------- | ---------------------------------- | ------------------------------------- | --------------------------- |
| 1er | A.J. Styles    | 11 juin 2003                       | 20 septembre 2009                  | 3 juillet 2002 (avec Jerry Lynn)   | 14 octobre 2007 (avec Tomko)          | 19 juin 2002                |
| 2e  | Kurt Angle     | 13 mai 2007                        | 17 juin 2007                       | N/A                                | 12 août 2007 (sans partenaire)        | 12 août 2007                |
| 3e  | Samoa Joe      | N/A                                | 13 avril 2008                      | N/A                                | 15 juillet 2007 (sans partenaire)     | 11 décembre 2005            |
| 4e  | Abyss          | 19 novembre 2006                   |                                    | 4 février 2004 (avec A.J. Styles)  | 19 septembre 2014 (avec James Storm)  | 19 mai 2011                 |
| 5e  | Austin Aries   | N/A                                | 8 juillet 2012                     | N/A                                | 25 janvier 2013 (avec Bobby Roode)    | 11 septembre 2011           |
| 6e  | Chris Sabin    | N/A                                | 18 juillet 2013                    | N/A                                | 11 juillet 2010 (avec Alex Shelley)   | 14 mai 2003                 |
| 7e  | Eric Young     | N/A                                | 10 avril 2014                      | 12 octobre 2004 (avec Bobby Roode) | 15 avril 2008 (avec Kazarian)         | 7 décembre 2008             |
| 8e  | Eddie Edwards  | N/A                                | 3 octobre 2016                     | N/A                                | 23 février 2014 (avec Davey Richards) | 12 juin 2016                |
| 9e  | Josh Alexander | N/A                                | 23 octobre 2021                    | N/A                                | 5 juillet 2019 (avec Ethan Page)      | 25 avril 2021               |
| 10e | Alex Shelley   | N/A                                | 9 juin 2022                        | N/A                                | 11 juillet 2010 (avec Chris Sabin)    | 11 janvier 2009             |

## Ring of Honor (ROH)
Quand la Ring of Honor a retiré le ROH Pure Championship en 2006, la fédération a modifié son Triple Crown Championship, de façon que le ROH World Television Championship soit admis dans le Triple Crown. Cependant le Pure Championship reste éligible, pour que les catcheurs ayant remporté le titre par le passé, sans pour autant avoir remporté le World Television Championship, puissent devenir un ROH Triple Crown Champion.
Pour devenir ROH Triple Crown Champion, il faut réunir dans sa carrière :
- le ROH World Championship ;
- Deux des trois titres suivants : le ROH World Tag Team Championship, le ROH World Television Championship[8] ou le ROH Pure Championship[9].

### Liste des ROH Triple Crown Champions

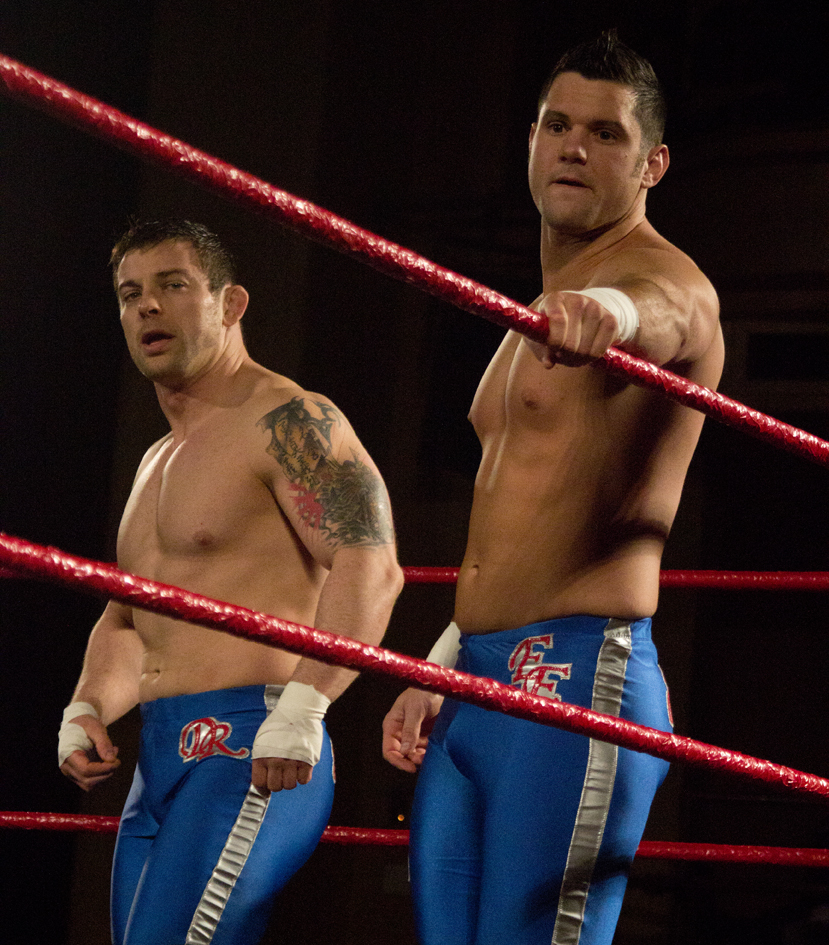
Eddie Edwards (à droite) - le 1er ROH Triple Crown Champion.

| Légende                    | Légende                                                                                |
| -------------------------- | -------------------------------------------------------------------------------------- |
| Un championnat en italique | Indique les championnats alternatifs qui ont été ajoutés au Triple Crown Championship. |
| Une date en italique       | Championnat remporté après être devenu un Triple Crown Champion.                       |
| Une date en gras           | Date où un catcheur est devenu un Triple Crown Champion.                               |
| N/A                        | Indique un futur règne impossible car le titre a été retiré.                           |
|                            | A remporté tous les titres éligibles pour devenir un Triple Crown Champion.            |

| #   | Champion            | Championnat Mondial    | Championnats Secondaires (il en faut deux)   | Championnats Secondaires (il en faut deux) | Championnats Secondaires (il en faut deux) |
| #   | Champion            | ROH World Championship | ROH World Tag Team Championship              | ROH World Television Championship          | ROH Pure Championship                      |
| --- | ------------------- | ---------------------- | -------------------------------------------- | ------------------------------------------ | ------------------------------------------ |
| 1er | Eddie Edwards       | 19 mars 2011           | 10 avril 2009 (avec Davey Richards)          | 5 mars 2010                                | N/A                                        |
| 2e  | Roderick Strong     | 11 septembre 2010      | 12 décembre 2005 (avec Austin Aries)         | 31 mars 2012                               | N/A                                        |
| 3e  | Jay Lethal          | 19 juin 2015           | 13 décembre 2019 (avec Jonathan Gresham)     | 13 août 2011                               | 5 mars 2005                                |
| 4e  | Christopher Daniels | 10 mars 2017           | 21 septembre 2002 (avec Donovan Morgan (en)) | 10 décembre 2010                           | N/A                                        |
| 5e  | Matt Taven          | 6 avril 2019           | 18 septembre 2015 (avec Michael Bennett)     | 2 mars 2013                                | N/A                                        |
| 6e  | Jonathan Gresham    | 11 décembre 2021       | 13 décembre 2019 (avec Jay Lethal)           | N/A                                        | 30 octobre 2020                            |
| 7e  | Samoa Joe           | 22 mars 2003           | N/A                                          | 13 avril 2022                              | 7 mai 2005                                 |
| 8e  | Adam Cole           | 20 septembre 2013      | 27 août 2023 (avec MJF)                      | 29 juin 2012                               | N/A                                        |

| Nom                | Championnat Mondial | Championnat Secondaire | Championnat par Équipe |
| ------------------ | ------------------- | ---------------------- | ---------------------- |
| PCO                | Oui                 | Non                    | Oui                    |
| Kenny King         | Non                 | Oui                    | Oui                    |
| Claudio Castagnoli | Oui                 | Non                    | Oui                    |
| Mark Briscoe       | Oui                 | Non                    | Oui                    |
| Dalton Castle      | Oui                 | Oui                    | Non                    |
| Dragon Lee         | Non                 | Oui                    | Oui                    |
| Homicide           | Oui                 | Oui                    | Non                    |
| Kyle Fletcher      | Non                 | Oui                    | Oui                    |

## Combat Zone Wrestling (CZW)
La Combat Zone Wrestling (CZW) est une fédération indépendante de fédération de catch hardcore, à l'instar de la ECW. Comme les importantes fédérations de catch, la CZW a également établit son Triple Crown Championship.
Pour devenir CZW Triple Crown Champion, il faut réunir dans sa carrière :
- Un titre majeur : le CZW World Heavyweight Championship ;
- Un titre par équipe : le CZW World Tag Team Championship ;
- Un titre secondaire : le CZW Wired Television Championship ou le CZW World Junior Heavyweight Championship

### Liste des CZW Triple Crown Champions
| #   | Champion       | Championnat Majeur                 | Championnat par équipe                      | Championnat Secondaire            | Championnat Secondaire                    |
| #   | Champion       | CZW World Heavyweight Championship | CZW World Tag Team Championship             | CZW Wired Television Championship | CZW World Junior Heavyweight Championship |
| --- | -------------- | ---------------------------------- | ------------------------------------------- | --------------------------------- | ----------------------------------------- |
| 1re | Justice Pain   | 9 septembre 2000                   | 11 novembre 1999 (en solo)                  |                                   | 3 avril 1999                              |
| 2e  | Ruckus         | 5 février 2005                     | 12 juin 2004 (avec Sabian)                  |                                   | 12 février 2001                           |
| 3e  | Scotty Vortekz | 4 février 2012                     | 9 février 2008 (avec Dustin Lee)            | 7 avril 2007                      |                                           |
| 4e  | Drake Younger  | 12 juillet 2008                    | 10 avril 2010 (avec Eddie Kingston)         |                                   | 5 mai 2012                                |
| 5e  | Drew Gulak     | 10 août 2013                       | 8 septembre 2007 (avec Andy Sumner)         | 10 avril 2010                     |                                           |
| 6e  | Devon Moore    | 9 avril 2011                       | 11 août 2012 (avec Danny Havoc et Lucky 13) | 11 janvier 2014                   |                                           |
| 7e  | Sozio          | 18 octobre 2014                    | 13 octobre 2007 (avec Derek Frazier)        |                                   | 11 mars 2006                              |
| 8e  | BLK Jeez       | 13 décembre 2014                   | 12 juin 2004 (avec Ruckus)                  |                                   | 2 avril 2005                              |

## Lucha Libre AAA Worldwide (AAA)
In Lucha Libre AAA Worldwide, un lottatore è un Triple Crown Champion se vince l'AAA Mega Championship, l'AAA Latin American Championship e l'AAA World Tag Team Championship.
Pour devenir AAA Triple Crown Champion, il faut réunir dans sa carrière :
- Un titre majeur : le AAA Mega Championship ;
- Un titre par équipe : le AAA World Tag Team Championship ;
- Un titre secondaire : le AAA Latin American Championship

### Liste des AAA Triple Crown Champions
| #   | Champion  | Championnat Majeur    | Championnat par équipe           | Championnat Secondaire          |
| #   | Champion  | AAA Mega Championship | AAA World Tag Team Championship  | AAA Latin American Championship |
| --- | --------- | --------------------- | -------------------------------- | ------------------------------- |
| 1re | Fénix     | 25 août 2018          | 16 mars 2019 (avec Pentagón Jr.) | 18 juin 2022                    |
| 2e  | El Mesías | 16 septembre 2007     | 26 mai 2017 (avec Pagano)        | 10 novembre 2024                |

| Nom            | Championnat Mondial | Championnat Secondaire | Championnat par Équipe |
| -------------- | ------------------- | ---------------------- | ---------------------- |
| Dr. Wagner Jr. | Oui                 | Oui                    | Non                    |
| Chessman       | Non                 | Oui                    | Oui                    |
| Psycho Clown   | Non                 | Oui                    | Oui                    |
| El Texano Jr.  | Oui                 | Non                    | Oui                    |